# I Fall to Pieces (chanson)
Pour l'épisode de la série télévisée Angel, voir L'Étrange Docteur Meltzer.
Singles de Patsy Cline
Crazy Dreams
(19610) Crazy
(1961)
I Fall to Pieces est une chanson de la chanteuse country américaine Patsy Cline.
LA chanson a été écrite par les auteurs-compositeurs Hank Cochran et Harlan Howard. Elle a été proposée d'abord à Brenda Lee et ensuite à Roy Drusky, mais tous les deux ont refusé de la prendre. En particulier, Roy Drusky a dit à Owen Bradly (du label Decca Records) que ce n'est pas une chanson d'homme. Patsy Cline était dans le couloir, a entendu cette conversation (de Owen Bradley avec Roys Drusky) et a demandé si elle pouvait l'enregistrer. Bradley a accepté.
Dans la version originale de Patsy Cline, la chanson a atteint la 1re place dans le classement country du magazine américain Billboard. C'était son premier hit country numéro un aux États-Unis et sa première chanson qui est entrée dans le Hot 100.

## Distinctions
I Fall to Pieces a été élue 107e au classement des « chansons du siècle » par la RIAA. Elle est également sélectionnée par le Rock and Roll Hall of Fame, en 1995, comme l'une des « 500 chansons qui ont façonné le rock 'n' roll ».
En 2001, elle a reçu le Grammy Hall of Fame Award.